# Chromalizus dekeyseri
Chromalizus dekeyseri là một loài bọ cánh cứng trong họ Cerambycidae.